# 维尔吉尼亚
维尔吉尼亚是巴西米纳斯吉拉斯州的一个市镇。总面积326.418平方公里，总人口8351人，人口密度25.6人/平方公里。